# Société minière du Tarn
 (février 2016).

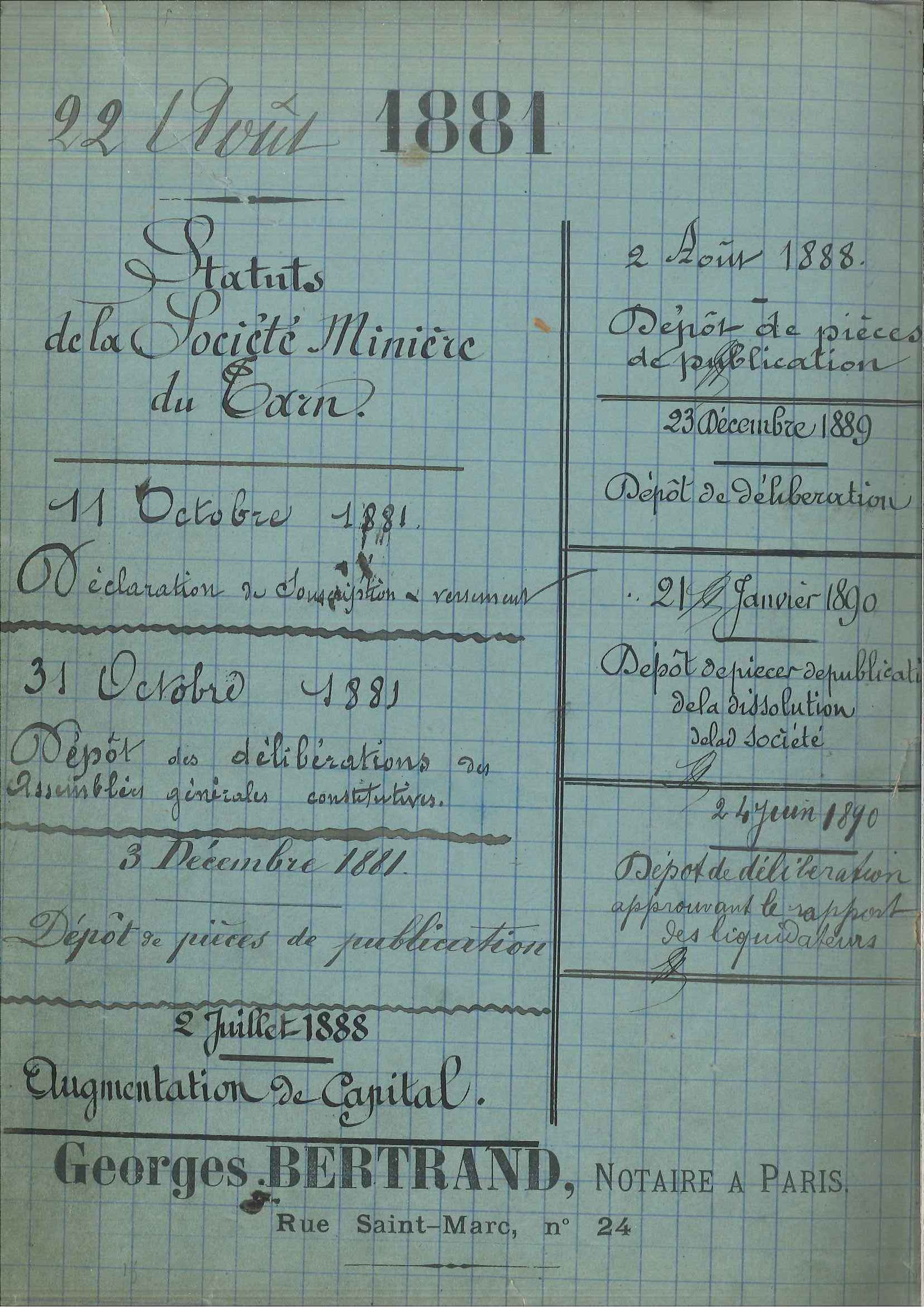
Statuts de la Société minière du Tarn déposés le 22 août 1881 chez Maître Georges Bertrand, (étude parisienne VIII). Archives Nationales.

La Société minière du Tarn, SMT, est une société de recherche de gisement de houille et mines dont les statuts ont été déposés le 22 août 1881 chez Georges Bertrand, notaire à Paris,  dans le but de confirmer l'hypothèse du prolongement sud du gisement du bassin houiller de Carmaux au lieu-dit Camp-Grand, situé à Saint-Sernin-les-Mailhoc devenue par décret du 10 mai 1910, Cagnac-les-Mines (Tarn). La SMT sera ensuite dissoute pour devenir la Société des Mines d'Albi.

## Genèse de la Société Minière du Tarn
Société anonyme, au capital de 500 000 francs, dont le siège social, d'abord au 53 rue François Ier, transféré ensuite au 19 boulevard des Italiens, elle a été créée par deux ingénieurs des mines, Émile Grand (1844-1926) et Gustave Petitjean épaulés par le conseil d'administration de la Société des houillères et fonderies de l’Aveyron.

### Objets de la SMT
Le premier objectif de la SMT était la reconnaissance du gisement supposé, son deuxième d'obtenir la concession de la zone explorée en cas de succès et le troisième d'exploiter industriellement le gisement découvert. La direction fut assurée par Grand et Petitjean de 1881 à 1890 sous l'étroite direction du conseil d'administration.
- 1881 - 1887 : président du conseil d'administration Fernand Raoul-Duval (1833-1892), petit-fils de Jean-Baptiste Say, célèbre industriel et économiste partisan du libéralisme, d'origine protestante. Fernand Raoul-Duval a été régent de la Banque de France.

- 1887 - 1890 : président du conseil d'administration Henri Marmottan[3] (président de la Compagnie des mines de Bruay), frère de Jules Marmottan (ancien président de la Compagnie des mines de Bruay), vice-président Paul Schneider (président de la Compagnie des mines de Douchy), administrateur délégué Gustave Petitjean.

Le premier sondage de recherche de la houille situé à 741 mètres au sud de la concession de Carmaux, sur la parcelle n°284, section A 3e subdivision du cadastre de Castelnau-de-Lévis, débuta le 4 février 1882 et fut arrêté en juillet, à 80 mètres de profondeur, à la suite d'accidents. 
Un sondage voisin est repris en décembre 1882. Le 31 juillet 1883, la sonde pénètre dans le terrain houiller, à la profondeur de 155 m. Le 4 septembre 1883, il rencontra, à la profondeur de 185 m, une couche de 1,85 m d'épaisseur qui sera appelée "Henriette" du prénom d'un des administrateurs. Puis, le 9 novembre 1883, la sonde rencontra une nouvelle couche mais Le trépan se coince malheureusement dans la traversée de cette couche de charbon, ce qui entraîne un arrêt de onze mois. 
Le sondage est repris en octobre 1884 et il achève de traverser cette couche de 5,85 m qui sera appelée "Marmottan" du nom du président de la société.
Le 9 décembre 1884, à 263 m de profondeur, une couche de 16,25 m d'épaisseur à qui on donnera le nom de "Grande couche" tout simplement. 
Le 25 février 1885, le sondage est définitivement arrêté , à 328,60 m de profondeur, avec un diamètre final de 0,36 m, après avoir traversé une dernière couche de houille de 2 m qui sera appelée "Marguerite".
Lors de l'exploitation du gisement de Cagnac-les-Mines, deux nouvelles couches de houille, non traversées par le sondage, situées au dessus de la couche "Henriette", seront découvertes : la couche "Petitjean", du nom de l'ingénieur qui a accompagné les travaux préparatoires d'Emile Grand et la couche G.

### Demande de concession
Le Conseil général des mines qui seul peut accorder la concession minière, encourage Fernand Raoul-Duval, ancien polytechnicien qui a complété sa formation de mineur en obtenant le diplôme de l’École des Mines de Paris, seule véritable caution pour emporter la concession face à la compagnie concurrente voisine, la Société des mines de Carmaux.
Par décret en date du 12 octobre 1886, la République française accorde une concession à la Société minière du Tarn dirigée par Fernand Raoul-Duval située sur les communes de Taïx, Le Garric, Lescure, Saint-Sernin-lès-Mailhoc, Albi et Castelnau-de-Levis (Tarn) d'une superficie de 3563 hectares et prendra le nom de Concession d'Albi.

### Fonçage du premier puits d'extraction du charbon
La SMT fait foncer de 1887 à 1889, le puits n°1 situé sur l'emplacement du premier sondage fructueux du lieu-dit appelé Camp-Grand à côté de Cagnac-le-vieux et les travaux d'infrastructure souterraine équipent déjà la première grande couche de charbon de 5,85 m d'épaisseur appelée "Henriette".

### Inauguration des Mines d'Albi - la fête du charbon
En 1889, la SMT décide d'organiser à Albi l'inauguration des Mines d'Albi et célébrer la fête du premier charbon extrait du puits n°1 avec les habitants d'Albi.
Le samedi 22 juin 1889, Henri Marmottan, président du Conseil d'administration des Mines d'Albi ; Paul Schneider, un des principaux administrateurs, Gustave Petitjean, ingénieur du Conseil, arrivés depuis le matin, assistent avec Émile Grand à un banquet de trente couverts offert par les administrateurs au Préfet du Tarn et aux autres personnalités de la ville.
Comme le signale le Journal du Tarn, le lendemain matin, dimanche 23 juin, le faubourg du Pont (aujourd'hui quartier de la Madeleine) était en fête. Les maisons étaient pavoisées de drapeaux, et le boulevard Strasbourg décoré de grands mâts vénitiens avec oriflammes et trophées. Aux deux extrémités on pouvait lire, sur de grandes banderoles blanches, en lettres tricolores ; « ALBI aux Mineurs, Fête du Travail. ». 
Dès 8 heures, une grande animation règne sur le boulevard. La foule augmente sans cesse et se porte sur la route de Carmaux (aujourd'hui avenue Albert-Thomas), pour attendre l'arrivée des ouvriers mineurs qui portent sur un riche brancard décoré, un énorme bloc de charbon extrait du nouveau puits de Camp-Grand à Cagnac. Le cortège va traverser le Tarn et défiler en ville pour venir présenter ce gros bloc de charbon au président Marmottan en lui demandant d'être le parrain de cette nouvelle couche. 
Henri Marmottan prend la parole devant cette immense foule : « je formulerai un vœu qui se réalisera peut-être plus tôt qu'on ne pense, c'est que les nouvelles mines deviennent un faubourg du quartier de la Madeleine, et je vous convie à lever nos verres à la prospérité de la ville d'Albi et de notre cher faubourg, à la prospérité des Mines d'Albi. ». Il félicite ensuite et remercie Émile Grand, disant combien le résultat obtenu était dû à son savoir et à son travail persévérant. Il remercie également les ouvriers de leur activité, leur promettant l'appui constant et toute la sollicitude du Conseil d'administration. « Marchons tous la main dans la main, dit-il en terminant, et comptons sur le travail qui seul peut donner à la France la prospérité et la richesse. » 
Le cortège se rend ensuite auprès d'Hyppolite Savary, le maire d'Albi. Dans la soirée, le boulevard de Strasbourg brillamment illuminé, garni de nombreuses baraques foraines, présentait un aspect féerique. De multiples détonations de bombes, brillantes pièces d'artifices, bals animés, tout provoquait la joie et l'enthousiasme d'une foule de plus en plus  dense. 
Les habitants du faubourg offrent un cocktail aux administrateurs de la SMT et un banquet d'une soixantaine de couverts est servi aux mineurs par le Conseil d'administration. Paul Schneider prend la parole et déclare : « Et maintenant qu'un premier résultat a couronné de longs efforts ; alors qu'un bloc de charbon des « Mines d'Albi a traversé ce matin pour la première fois vos rues, vous avez organisé ce que vous avez appelé la Fête du Travail. Nous souhaitons que des industries qui ne peuvent manquer d'être attirées par le charbon très abondant, viennent s'établir, soit à Albi, soit dans vos faubourgs. » 
Émile Grand déclare ensuite : « La houille dont la présence avait été révélée par la sonde, vient d'être amenée à jour ; nos robustes mineurs l'ont arrachée des entrailles de la terre, et ce n'est pas sans une satisfaction profonde qu'ils y ont enfoncé le pic pour la première fois, car on éprouve un réel plaisir à dérober à la nature ses secrets ; ce n'est pas sans peines ni sans dangers, mais vous le savez, Messieurs, lorsque le but est atteint, les fatigues sont vite oubliées. Ainsi les mineurs de la « Concession d'Albi » ont-ils tenu à venir montrer -à leur ville qu'ils étaient enfin arrivés au charbon, et que l'existence de ce nouveau gisement n'était pas un mythe. Ils sont heureux et fiers de la réception que vous leur faites. »

## Dissolution de la SMT
La Société minière du Tarn deviendra la Société des Mines d'Albi, SMA en février 1890, concurrente directe de la Société des mines de Carmaux voisine, lorsque les sondages prouveront l'existence de puissantes couches de houille à Camp-Grand, commune de Saint-Sernin-les-Mailhoc devenue Cagnac-les-Mines (Tarn).